# Paul Nicolaus
Paul Nicolaus (* 17. September 1904 in Trier; † Mai 1945 in Kriegsgefangenschaft im ehemaligen Jugoslawien) war ein deutscher Maler und Grafiker.

## Leben und Wirken

### Herkunft und Ausbildung
Paul Nicolaus stammte aus bescheidenen, jedoch musisch orientierten Verhältnissen. Sein Vater, Ferdinand Nicolaus, der nach einem abgebrochenen Theologiestudium als Stadtobersekretär tätig war, begeisterte sich für Trierer Bodenfunde, alte Wegekreuze und Kapellen, die er in akribisch genauen Zeichnungen festhielt. Die am Konservatorium in Straßburg ausgebildete Mutter, Anna Nicolaus geborene Kaiser, liebte Geselligkeit und Feste, zu denen sie musizierte. Beide Eltern förderten die früh erkennbare künstlerische Begabung ihres Sohnes und vermittelten ihn nach seinen Gymnasialjahren in eine Lithografenlehre. Sein Lehrbetrieb war das angesehene Unternehmen Schaar & Dathe, Graphische Kunstanstalt für Buch-, Stein und Lichtdruckerei in Trier. 
Nach deren erfolgreichem Abschluss 1923 studierte Paul Nicolaus Malerei und Grafik an der Handwerker- und Kunstgewerbeschule Trier unter August Trümper, dem Lehrer zahlreicher Trierer Maler. Unter dessen Schülern befanden sich zu dieser Zeit auch die Maler Reinhard Heß und Edvard Frank, mit denen sich Paul Nicolaus anfreundete. Trümper vertrat einen deutschen Spätimpressionismus, der sich an die Malerei der Berliner Secession anlehnte. Auch für Paul Nicolaus, der ab November 1928 als Assistent Trümpers in der Entwurfsklasse für dekorative Malerei tätig war, stand er am Anfang seiner Entwicklung.

### Freier Künstler in Trier
Nach dem Abschluss seiner Studien und einer ersten von mehreren Italienreisen ließ sich Paul Nicolaus 1929 als freier Künstler in Trier nieder. Überregional im „Bund der Deutschen Gebrauchsgraphiker“ vernetzt, trugen fortan vor allem seine Arbeiten auf grafischem Gebiet, Werbeaufträge für Trierer Brauereien und Zigarettenfabriken, Illustrationen und Schriftgestaltung für Vereine und Gemeinden, zu seinem Lebensunterhalt bei. Zwei erhalten gebliebene handschriftliche Kompendien erweisen die Faszination, die Schriften und ihre Entwicklung, Hauszeichen oder Piktogramme auf ihn ausübten.
Trotz seiner Affinität zu den grafischen Künsten sah sich Paul Nicolaus in erster Linie als Maler und Zeichner. Nach Angaben seines Malerfreundes Reinhard Heß erteilte er während längerer Zeit entsprechenden Unterricht an der städtischen Realschule Trier. Parallel dazu entstand im Verlauf der 1930er Jahre ein umfangreiches Gesamtwerk an Landschafts-, Architektur- und figürlicher Malerei, das er mit den in wechselnder Zusammensetzung operierenden Trierer Künstlergruppen ausstellte, zuletzt zwischen 1930 und 1932 als Mitglied der „Gesellschaft bildender Künstler und Kunstfreunde im Bezirk Trier“. Ein herausragendes Ereignis war die Teilnahme an der „Großen Berliner Kunstausstellung 1932“ im Rahmen einer „Sonderschau heutiger Kunst der Saar.“ Hermann Keuth, Direktor des Städtischen Heimatmuseums Saarbrücken, hatte die Einladung an die „Trierer Künstlergruppe um Paul Nicolaus“ gerichtet und zugleich deren Aufnahme in den „Reichsverband Saar“ vorgeschlagen. Paul Nicolaus organisierte erfolgreich die Präsentation der Exponate, die zuvor von der Saarbrücker Jury ausgewählt worden waren, neben seiner eigenen Arbeit, dem Ölgemälde Blick auf die Straße, u. a. Werke der Trierer Maler Reinhard Heß und Peter Krisam.

### Frühwerk
Die Ausgangsposition von Paul Nicolaus als Spätimpressionist belegt eine Mosellandschaf, die ausweislich ihrer rückseitigen Widmung spätestens 1929 entstand und in Duktus und Farbwahl noch den Einfluss seines Lehrers Trümper verriet. Doch die Emanzipation folgte schnell. 1930 schuf Paul Nicolaus ein Porträt des Trierer Bildhauers Heinrich Hamm (1889–1968), das zu den besten und eigenständigsten seiner (erhaltenen) Werke gehört: Im Zentrum der Komposition steht der Bildhauer als Rückenfigur beim Bearbeiten einer überlebensgroßen Skulptur. Der provisorisch wirkende Innen- und Werkraum unter einer Plane verschränkt sich nahtlos mit dem von Werkstücken eingefassten Außen- und Schwellenraum. Die vorherrschenden Grautöne vor wenigem Blattgrün signalisieren Staub und körperlich schwere Arbeit mit Fäustel und Meißel beim Herausschlagen aus dem Naturstein. Zugleich jedoch deuten sie auf die Abkehr des Malers von impressionistisch bunter Farbigkeit. Den europaweiten Tendenzen der 1930er Jahre folgend begann sich auch die Malerei von Paul Nicolaus zu einem Realismus mit festen Konturen und klar bestimmten Farbflächen in Annäherung an den Lokalton zu verfestigen. Er bewunderte die gegenständlichen Arbeiten der Maler André Derain und Karl Hofer und verband seine eigenen realistischen Positionen mit einer hochprägnanten Ordnung, die sich auch der Kunstströmung der Neuen Sachlichkeit verdankte. Eine ganz spezifische Spur Naivität ergänzte diese Gemengelage, etwa bei seinen 1930/1931 entstandenen Architekturstücken: Schloss Monaise in Trier oder Porta Nigra von Westen. Seine römischen Impressionen aus der Mitte der 1930er Jahre lesen sich demgegenüber als Notizen zu einem Reisetagebuch.

### Arbeiten in der NS-Zeit
Nach der Machtübernahme der Nationalsozialisten 1933 ließ sich auch Paul Nicolaus in die Bezirksgruppe Trier der Reichskammer der bildenden Künste aufnehmen, um als lizenzierter Künstler weiter arbeiten zu können. Im selben Jahr hatte er bereits von der Stadt Trier den Auftrag erhalten, die Urkunde zu der am 19. April 1933 an Adolf Hitler verliehenen Ehrenbürgerwürde zu gestalten. Auch der Entwurf der Ehrenbürgerurkunde samt Schatulle, die dem Reichserziehungsminister Bernhard Rust am 10. November 1936 in Trier überreicht wurde, stammte von seiner Hand. Als auffällige Tatsache bleibt aber festzuhalten, dass Paul Nicolaus – abweichend vom Gros der Trierer Maler – an keiner der Kunstausstellungen mehr beteiligt war, die zahlreich und parteigelenkt von 1933 bis 1944 vom Museum der Stadt Trier, dem „Kulturverband Gau Moselland“ und dem sog. Kunsthaus Luxemburg veranstaltet wurden. Auch wenn in Trier keine gegen einzelne Künstler gerichteten Malverbote bekannt geworden sind: Paul Nicolaus wurde offensichtlich „zwangsprivatisiert“. In die Jahre 1935/36 fielen seine wiederholten Studien- und Arbeitsaufenthalte bei Verwandten in Rom und Meran. Für den Sommer 1938 ist ein längerer Besuch bei seinem Freund Edvard Frank in Berlin dokumentiert.
Ein letztes Betätigungsfeld fand Paul Nicolaus nach dem Ende des Frankreichfeldzuges 1940 mit Dokumentationsarbeiten im sog. „Wiederaufbaugebiet Saarlautern“ (Saarlouis) im deutsch-französischen Grenzgebiet. Hier sollten mehrere Künstler- und Architektengruppen in staatlichem Auftrag mit Zeichnungen, Aquarellen, Ölgemälden und Fotos die Kriegsauswirkungen vor Ort festhalten, um nach Aufräumarbeiten und Abrissen (auch intakter Gebäude) die geplante weiträumige „deutsche Dorfarchitektur“ etablieren zu können. Zu dem Team, das sich über Monate vorwiegend in dem stark zerstörten Dorf Ihn bei Wallerfangen in der damals evakuierten „Roten Zone“ aufhielt, gehörten u. a. auch Paul Nicolaus und die Malerin Mia Münster (1894–1970), mit der ihn bald eine enge Freundschaft verband. In zahlreichen Aquarellen und Tempera-Arbeiten gaben beide die Reste des einst als besonders schön gepriesenen Dorfes Ihn sowie die umgebende Landschaft wieder. Paul Nicolaus schuf darüber hinaus mehrere Porträts der Malerin Mia Münster sowie ein ihr gewidmetes Skizzenbuch, in dem er mit Verve und sicherem Strich Momentaufnahmen aus der gemeinsamen Zeit festhielt. Eine Ausstellung der Ihn-Ansichten, um die er – schon zum Militär abberufen – den Leiter des Städtischen Museums Trier, Walter Dieck, im Juni 1941 eindringlich bat, blieb ihm jedoch ebenfalls versagt. In späteren, sehr persönlich gehaltenen Briefen an Mia Münster beklagte er sich u. a. über die „ewige Landschaftsmalerei, die ihm zum Halse heraus komme, er wolle endlich wieder figürlich, endlich wieder Akt malen.“ Dazu kam es nicht mehr. Mit Heimaturlaub im Juli 1942 heiratete er noch in Zeltingen/Mosel die ihm schon aus jungen Jahren bekannte Leni Kleber aus Trier. Im Mai 1945 starb er als Kriegsgefangener im ehemaligen Jugoslawien. Seine Arbeiten gingen kriegsbedingt bis auf wenige Ausnahmen verloren, Paul Nicolaus geriet in Vergessenheit.

## Würdigung
Erstmals im Rahmen des Projekts „Malerfreundschaften in bedrohlicher Zeit – Die 30er Jahre in der Region“, Ausstellung vom 30. März bis 4. November 2001 und Katalog des Stadtmuseums Simeonstift Trier, Trier 2001, wurde auch die „gegenständliche Moderne“ des Paul Nicolaus bei den Recherchen zum Umfeld der befreundeten Künstler Joseph Kutter, Peter Krisam, Edvard Frank und Mia Münster wiederentdeckt. Seine wenigen, in Privatbesitz und im Bestand des Stadtmuseums erhaltenen Werke lassen sich stilistisch dem Sammelbegriff des „Expressiven Realismus“ zuordnen. Paul Nicolaus steht exemplarisch für die um 1900 geborenen Künstler der „Verschollenen Generation“, deren Wirken und Karriere durch NS-Diktatur und Weltkrieg vehement beeinträchtigt bzw. abrupt beendet wurden.

## Bildergalerie

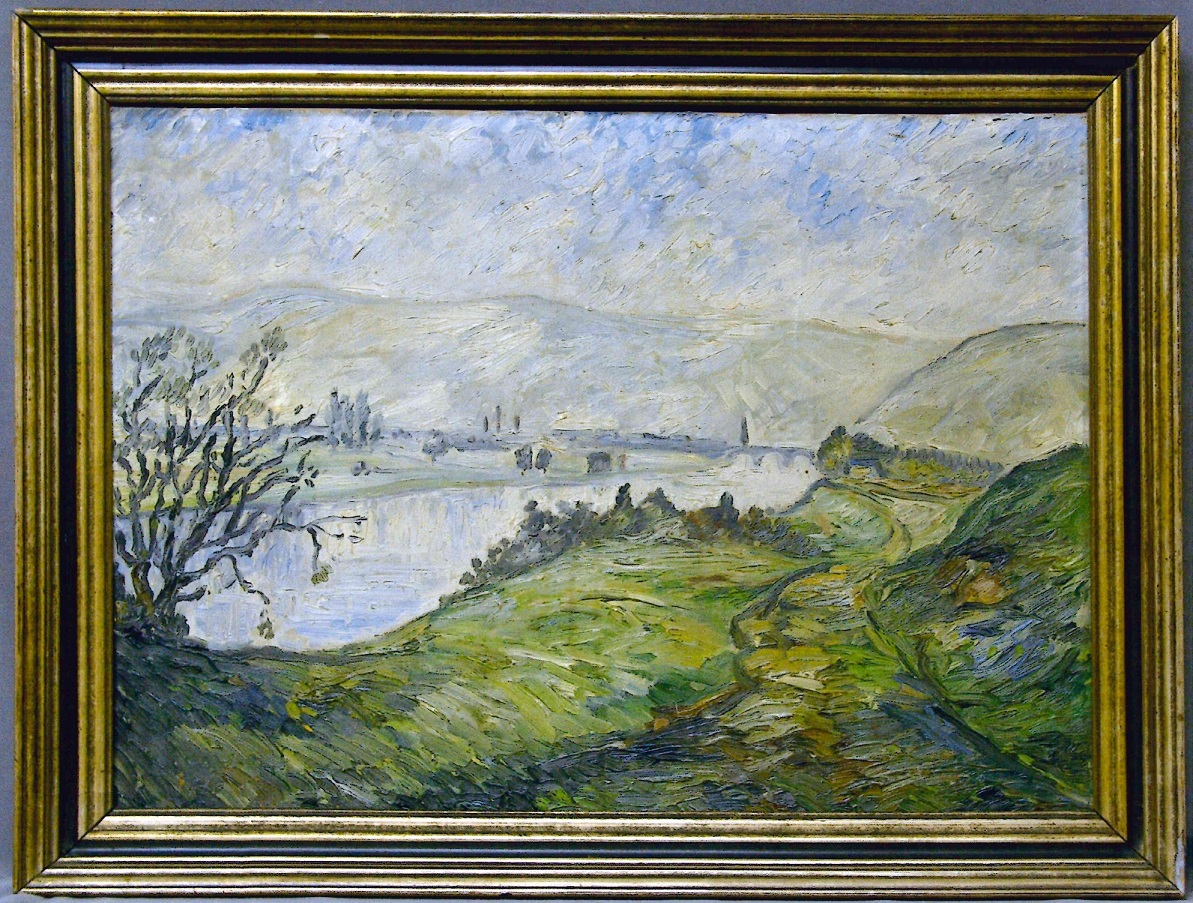
Paul Nicolaus: Mosellandschaft, mit Widmung von 1929, Öl auf Leinwand, 47 × 65,3 cm, Stadtmuseum Simeonstift Trier, Inv. Nr. III 1521.
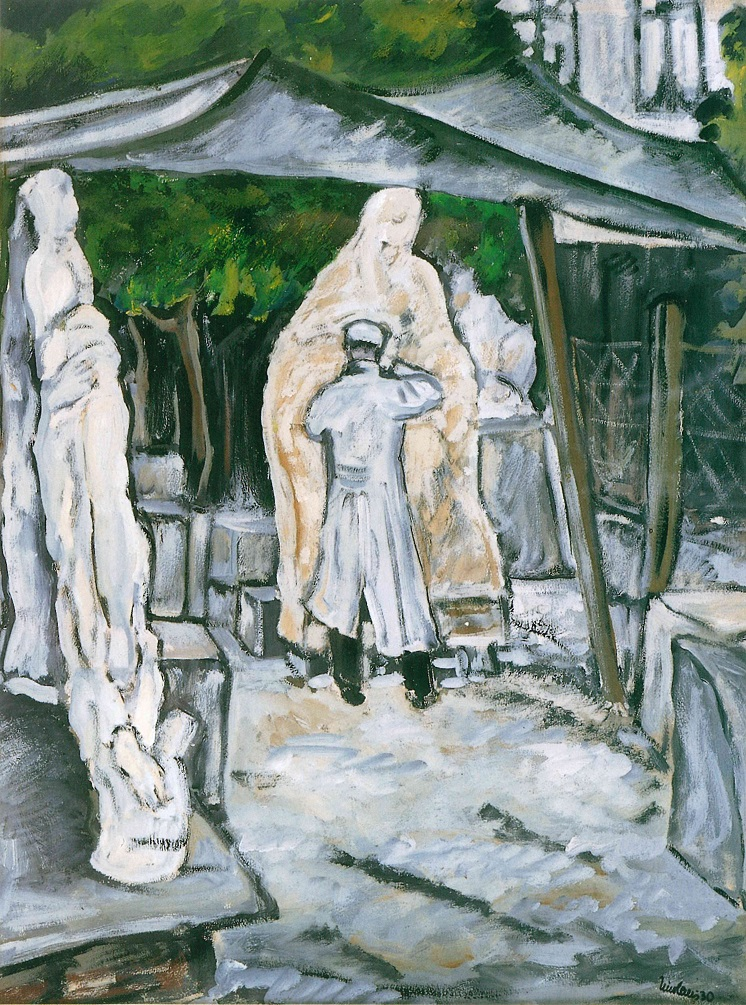
Paul Nicolaus: Bildhauer Heinrich Hamm, 1930, Gouache, 58 × 44 cm, Stadtmuseum Simeonstift Trier, Inv. Nr. III 1390.
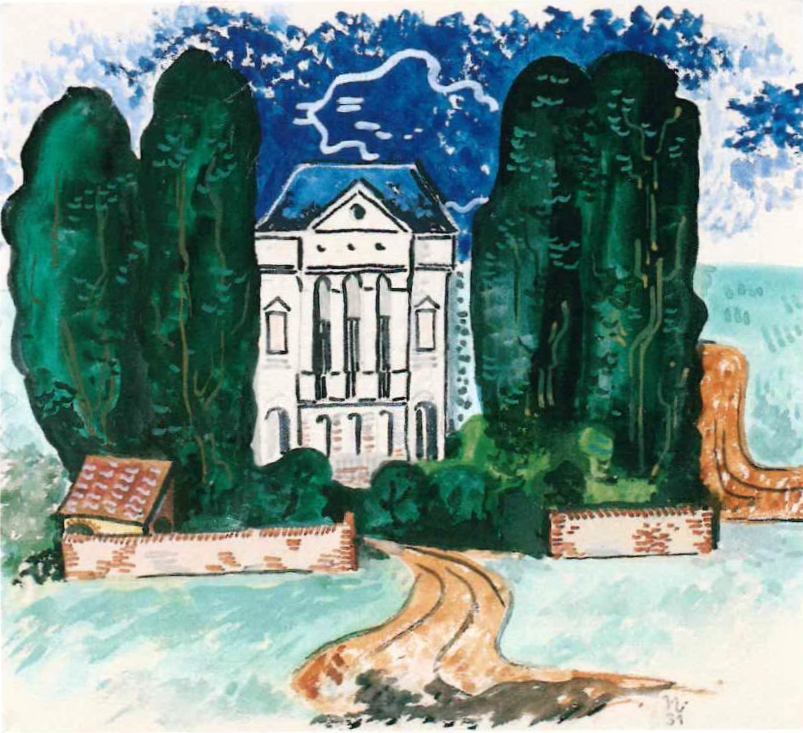
Paul Nicolaus: Schloss Monaise in Trier, 1931, Gouache, 21 × 29,5 cm, Privatbesitz.
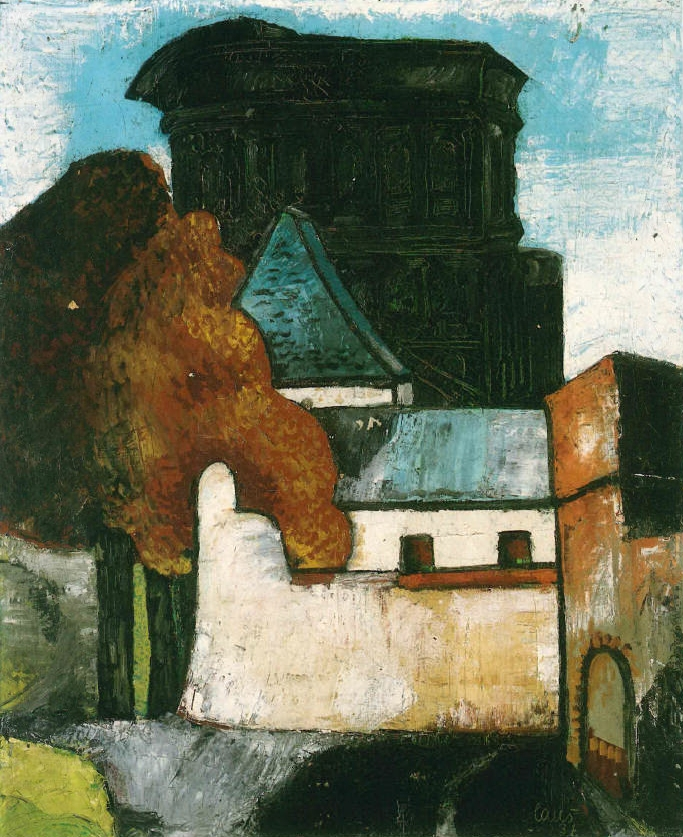
Paul Nicolaus: Porta Nigra von Westen, 1931, Öl auf Leinwand, 60 × 49,5 cm, Privatbesitz.
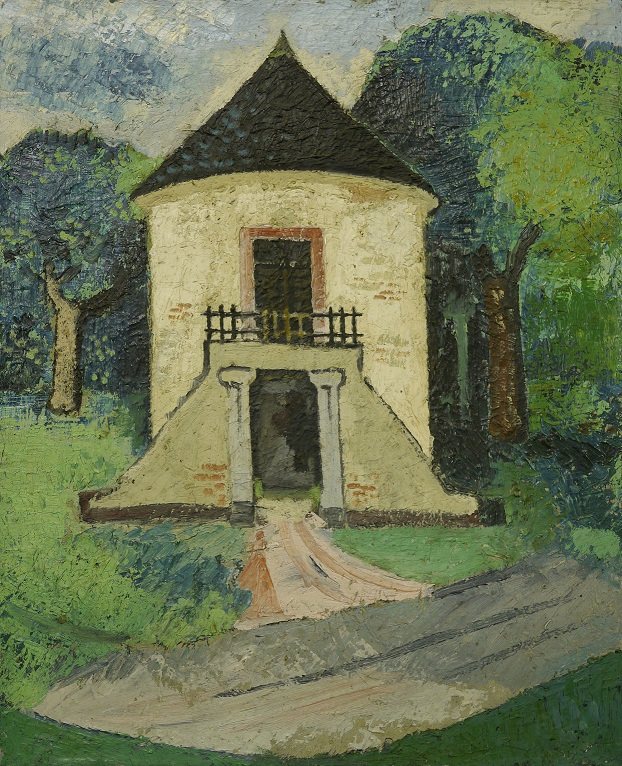
Paul Nicolaus: Gartenpavillon bei St. Marien, um 1930, Öl auf Leinwand, 60,5 × 49,5 cm, Stadtmuseum Simeonstift Trier, Inv. Nr. III 1433.
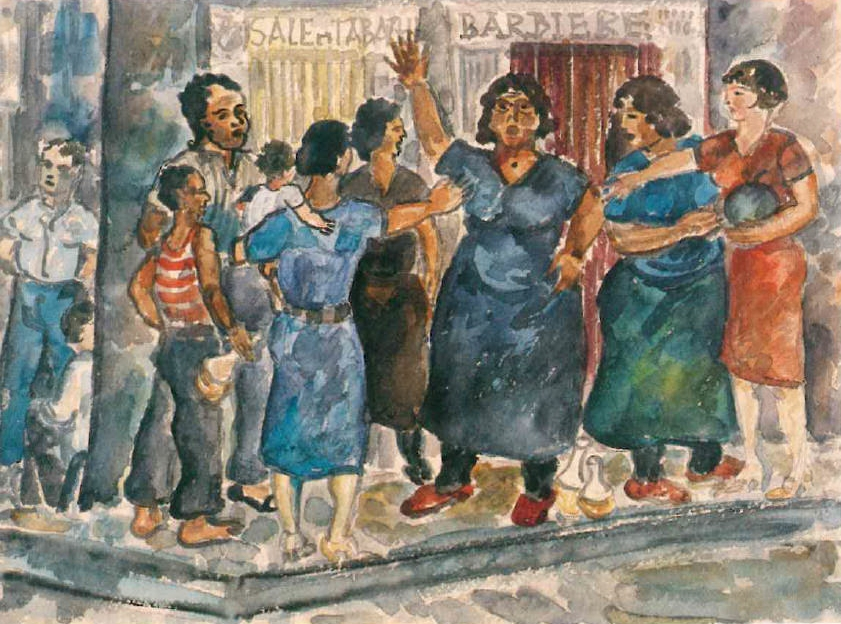
Paul Nicolaus: Römische Straßenszene, um 1935, Aquarell, 35 × 48 cm, Privatbesitz.
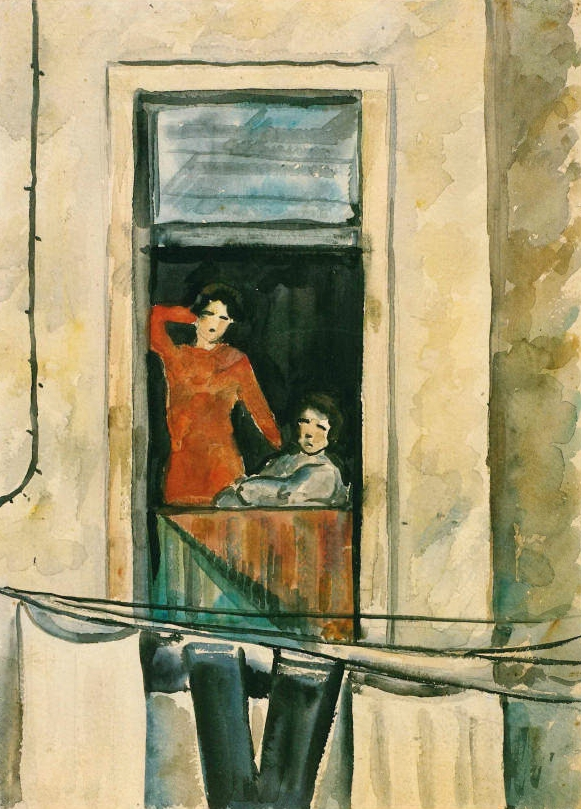
Paul Nicolaus: Römerinnen am Fenster, um 1935, Aquarell, 48 × 35 cm, Privatbesitz.
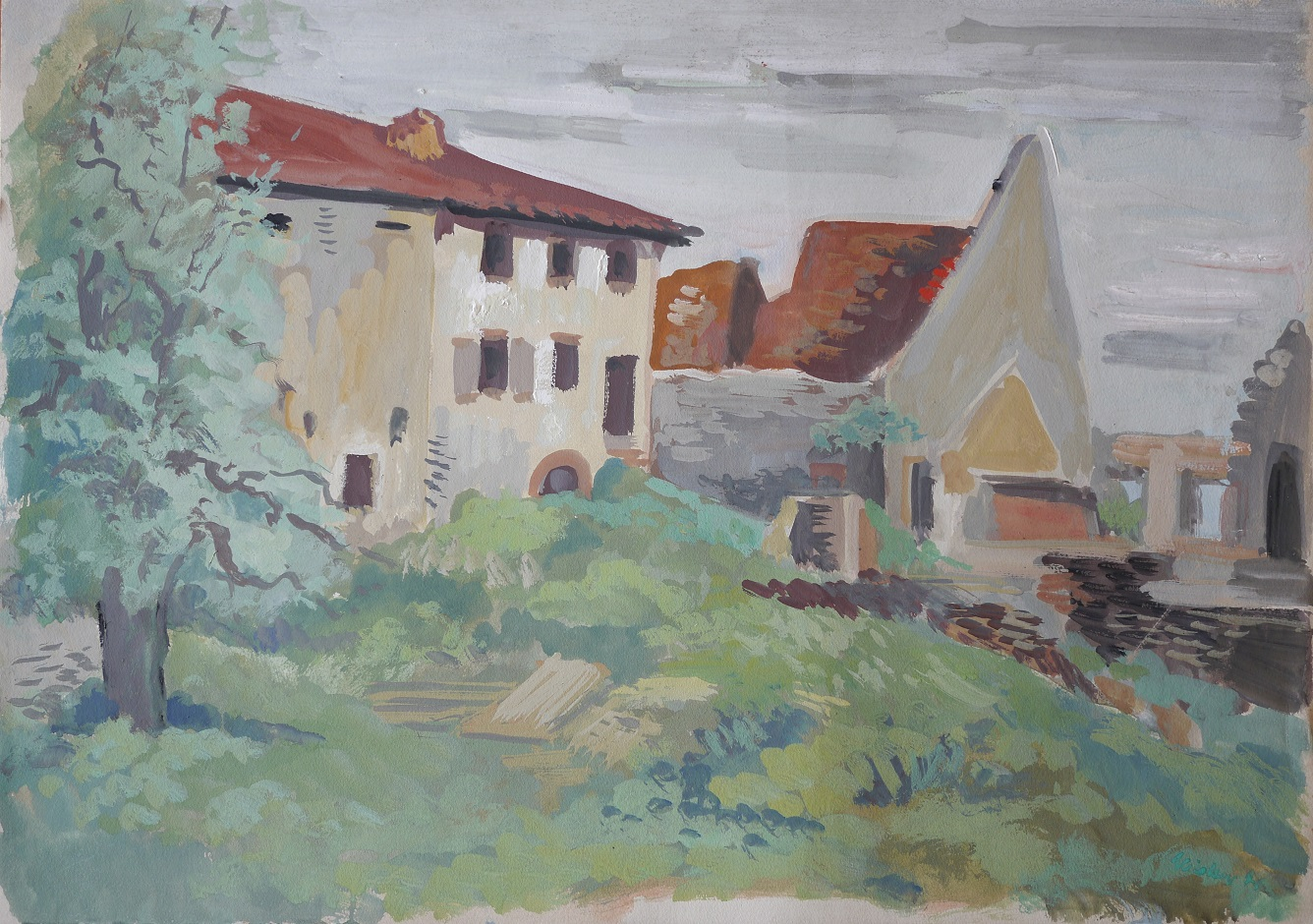
Paul Nicolaus: Kriegszerstörte Häuser im Dorf Ihn bei Wallerfangen, 1941, Aquarell, 42 × 59 cm, Privatbesitz.
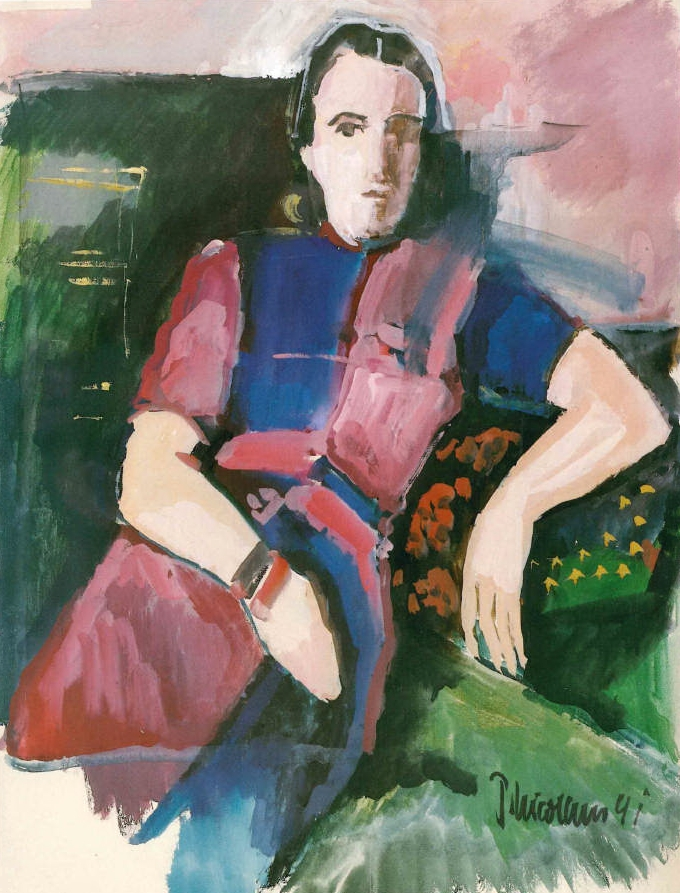
Paul Nicolaus: Porträt der Malerin Mia Münster, 1941, Gouache, 65 × 50 cm, Privatbesitz.
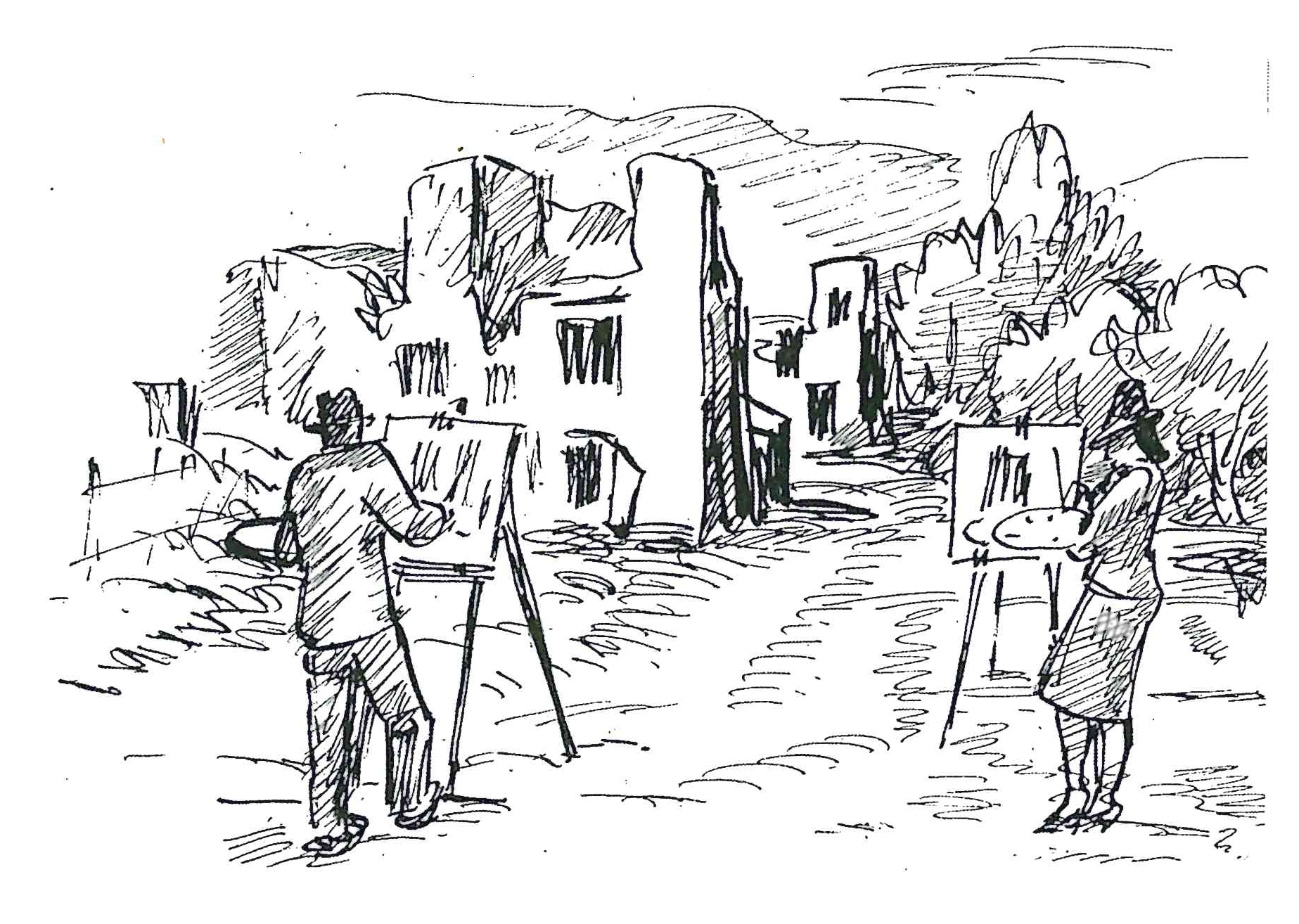
Paul Nicolaus: An den Staffeleien, 1941, Federzeichnung aus dem Mia Münster gewidmeten Skizzenbuch, 18 × 27 cm, Privatbesitz.